# 龙门寺
36°23′25″N 113°37′22″E / 36.39028°N 113.62278°E
龙门寺位于中国山西省长治市平顺县石城镇源头村龙门山麓，1996年被列为第四批全国重点文物保护单位。

## 历史
龙门寺始建于北齐，后唐及宋、金时期大规模扩建。

## 建筑
龙门寺现存古建筑跨越五代、宋、金、元、明、清六个时期，颇为罕见，堪称小型古建筑博物馆。
龙门寺现存古建筑七十余间。建筑群坐北朝南，东西宽65米，南北长78米，占地面积5070平方米。
山门（天王殿）为金代建筑，面阔三间，进深四椽，单檐悬山顶。前檐柱头五铺作双昂，后檐柱头五铺作单昂。
第一进院落的西配殿建于后唐同光三年（925年），面阔三间，进深四椽，是现存唯一的五代时期悬山式建筑，其建筑保留了唐代风格，举折平缓，是唐宋过渡时期的建筑实例，类似芮城县广仁王庙。其斗拱“单斗支替加半拱”是五铺作斗拱的雏形。平梁上设驼峰、蜀柱，是蜀柱插入驼峰的首例。
与西配殿相对的东配殿，建于明弘治年间，面阔三间，进深四椽，较为华丽。
第一进院落的正殿大雄宝殿建于北宋绍圣五年（1098年），面阔三间，进深六椽，单檐歇山顶。屋顶举折平缓，出檐深远，呈现优美的弧线。
后殿燃灯佛殿为元代建筑。面阔三间，进深四椽，西山墙所用的三椽栿极为弯曲，堪称古建筑中最弯曲的大梁。

## 保护
1996年11月20日，龙门寺公布为第四批全国重点文物保护单位，编号4-92。